# European League maschile 2011
L'VIII European League di pallavolo maschile si è svolta dal 28 maggio al 17 luglio 2011. Dopo la fase a gironi che si è giocata dal 26 maggio al 10 luglio 2011, la fase finale, a cui sono qualificate le prime classificate dei tre gironi di qualificazione, più la Slovacchia, paese ospitante, si è svolta dal 16 al 17 luglio a Košice, in Slovacchia. Alla competizione hanno partecipato 12 squadre nazionali europee e la vittoria finale è andata per la seconda volta alla Slovacchia.

## Gironi
| Girone A                            | Girone B                          | Girone C                               |
| ----------------------------------- | --------------------------------- | -------------------------------------- |
| Belgio Croazia Regno Unito Slovenia | Austria Grecia Paesi Bassi Spagna | Bielorussia Romania Slovacchia Turchia |

## Fase finale - Košice
|  | Semifinali | Semifinali | Semifinali |            |        | Finale 1º/2º posto | Finale 1º/2º posto | Finale 1º/2º posto |  |
|  |            |            |            |            |        |                    |                    |                    |  |
|  | Slovenia   | Slovenia   | 2          |            |        |                    |                    |                    |  |
|  | Slovenia   | Slovenia   | 2          |            |        |                    |                    |                    |  |
|  | Spagna     | Spagna     | 3          |            |        |                    |                    |                    |  |
|  | Spagna     | Spagna     | 3          |            | Spagna | Spagna             | 2                  |                    |  |
|  |            |            |            |            | Spagna | Spagna             | 2                  |                    |  |
|  |            |            | Slovacchia | Slovacchia | 3      |                    |                    |                    |  |
|  | Slovacchia | Slovacchia | Slovacchia | Slovacchia | 3      | 3                  |                    |                    |  |
|  | Slovacchia | Slovacchia |            |            |        | 3                  |                    |                    |  |
|  | Romania    | Romania    | 0          |            |        | Finale 3º/4º posto | Finale 3º/4º posto | Finale 3º/4º posto |  |
|  | Romania    | Romania    | 0          |            |        |                    |                    |                    |  |
|  |            |            |            |            |        |                    |                    |                    |  |
|  |            |            |            |            |        | Slovenia           | Slovenia           | 3                  |  |
|  |            |            |            |            |        | Slovenia           | Slovenia           | 3                  |  |
|  |            |            |            |            |        | Romania            | Romania            | 0                  |  |

## Classifica finale
| Pos | Squadra     | Rosa |
| --- | ----------- | --- |
|     | Slovacchia  | Formazione: 1 Bencz, 2 Masný, 3 Kohút, 4 Mikula, 5 Kubš, 6 Hupka, 8 Sopko, 9 Ondrušek, 12 Filo, 13 Chrtianský, 14 Kmeť, 15 Zaťko, 17 Hollý, 18 Diviš, 19 Michalovič, CT: Zanini                                      |
|     | Spagna      | Formazione: 1 Hernán, 3 Noda, 6 Delgado, 7 Rodríguez, 9 Rocamora, 10 Fernández, 12 Llena, 14 Pérez, 16 García, 17 Palharini, 20 Sugranes, 21 Viciana, CT: Muñoz                                                      |
|     | Slovenia    | Formazione: 1 Čebron, 2 Pajenk, 3 Planinc, 4 Vidič, 5 Šket, 6 Gasparini, 7 Kamnik, 8 Plot, 10 Vinčić, 11 Jakopin, 12 Škorc, 13 Urnaut, 14 Radović, 15 Fabjan, 16 Ropret, 17 Komel, 18 Čebulj, 22 Satler, CT: Vuković |
| 4   | Romania     | Template:Romania maschile pallavolo European League 2011 |
| 5   | Paesi Bassi | Template:Paesi Bassi maschile pallavolo European League 2011 |
| 6   | Belgio      | Template:Belgio maschile pallavolo European League 2011 |
| 7   | Bielorussia | Template:Bielorussia maschile pallavolo European League 2011 |
| 8   | Croazia     | Template:Croazia maschile pallavolo European League 2011 |
| 9   | Regno Unito | Template:Regno Unito maschile pallavolo European League 2011 |
| 10  | Grecia      | Template:Grecia maschile pallavolo European League 2011 |
| 11  | Turchia     | Template:Turchia maschile pallavolo European League 2011 |
| 12  | Austria     | Template:Austria maschile pallavolo European League 2011 |